# Куп СФР Југославије у рагбију 1991.
Куп СФР Југославије у рагбију 1991. је било 31. издање Купа комунистичке Југославије у рагбију. Играло се по правилима рагбија 15. 
Трофеј је освојио Челик.
| Освајач купа Југославије у рагбију 1991. |
| ---------------------------------------- |
| Рагби клуб Челик 6. трофеј               |